# Katja Seizinger
Katja Seizinger (Datteln, 10. svibnja 1972.) je bivša njemačka alpska skijašica. 
Najveći joj je uspjeh osvajanje tri olimpijska zlata i dvije olimpijske bronce. Dva puta je bila ukupna pobjednica Svjetskog kupa (1996. i 1998.) Ima i četiri medalje sa svjetskih prvenstava (1 zlato i 3 srebra). 1994., 1996. i 1998. godine proglašena je za najbolju sportašicu Njemačke.

## Karijera
Prvu utrku u Svjetskom kupu odvezla je 1989. godine i završila je na 44. mjestu. Već naredne godine penje se na drugu stepenicu pobjedničkog postolja u super-veleslalomu. 1991. godine u talijanskoj Santa Caterini osjetila je slast prve pobjede (super-veleslalom).
Na Olimpijskim igrama u Albertvillu osvaja brončanu medalju u super-veleslalomu. Iste godine osvaja i mali kristalni globus u spustu. 1993. osvaja zlatno odličje u super-veleslalomu na SP-u u Morioki. 1994. postaje olimpijska pobjednica u spustu na Olimpijskim igrama u Lillehammeru. Iste godine proglašena je za najbolju sportašicu Njemačke.
Na Svjetskom prvenstvu u Sierra Nevadi 1996. osvaja srebrnu medalju u spustu, a sezonu zaključuje osvajanjem velikog kristalnog globusa. Iste godine ponovo je izabrana za najbolju sportašicu Njemačke. Na Svjetskom prvenstvu 1997. u Sestriereu osvojila srebro u kombinaciji i super-veleslalomu. Krajem 1997. godine pobjeđuje u 6 utrka za redom (3 spusta i 3 super-veleslaloma).
Osvajanjem zlatne medalje u spustu na Olimpijskim igrama 1998. postaje prva skijašica koja je obranila naslov pobjednice (Alberto Tomba je to učinio kod skijaša u utrci veleslaloma na ZOI 1992.) Kasnije je isti uspjeh ponovila i Janica Kostelić 2006. obranom zlata iz kombinacije sa ZOI 2002. Ukupno treću zlatnu olimpijsku medalju osvojila je na istim Igrama u kombinaciji, utrci u kojoj su Nijemci trostruko slavili: Martina Ertl bila je druga, a Hilde Gerg treća. Osim te dvije zlatne, na Igrama u Naganu osvojila je i brončanu medalju u veleslalomu. Sezonu je zaključila ponovnim osvajanjem velikog kristalnog globusa. Na kraju godine, po treći put je izabrana za najbolju njemačku sportašicu. 
Svoju uspješnu karijeru Katja je završila 29. travnja 1999. godine. Ukupno je u Svjetskom kupu startala 202 puta, a 76 puta završila na postolju.

## Pojedinačne pobjede u Svjetskom skijaškom kupu
| Datum               | Skijalište             | Disciplina |
| ------------------- | ---------------------- | ---------- |
| 7. prosinca 1991.   | Santa Caterina         | Super G    |
| 1. studenog 1992.   | Schruns                | Spust      |
| 25. siječnja 1992.  | Morzine                | Spust      |
| 7. ožujka 1992.     | Vail                   | Spust      |
| 20. prosinca 1992.  | Lake Louise            | Super G    |
| 15. siječnja 1993.  | Cortina d'Ampezzo      | Spust      |
| 26. veljače 1993.   | Veysonnaz              | Spust      |
| 3. ožujka 1993.     | Morzine                | Spust      |
| 20. ožujka 1993.    | Vemdalen               | Veleslalom |
| 20. ožujka 1993.    | Åre                    | Super G    |
| 14. siječnja 1994.  | Cortina d'Ampezzo      | Spust      |
| 15. siječnja 1994.  | Cortina d'Ampezzo      | Super G    |
| 6. ožujka 1994.     | Whistler Mountain      | Spust      |
| 9. ožujka 1994.     | Mammoth Mountain       | Super G    |
| 16. ožujka 1994.    | Vail                   | Spust      |
| 11. prosinca 1994.  | Lake Louise            | Super G    |
| 9. ožujka 1995.     | Bormio                 | Super G    |
| 15. prosinca 1995.  | St. Anton              | Spust      |
| 6. siječnja 1996.   | Maribor                | Veleslalom |
| 13. siječnja 1996.  | Garmisch-Partenkirchen | Super G    |
| 2. veljače 1996.    | Val d'Isère            | Super G    |
| 3. veljače 1996.    | Val d'Isère            | Spust      |
| 4. veljače 1996.    | Val d'Isère            | Super G    |
| 9. ožujka 1996.     | Kvitfjell/Hafjell      | Veleslalom |
| 26. listopada 1996. | Sölden                 | Veleslalom |
| 30. studenog 1996.  | Lake Louise            | Spust      |
| 7. ožujka 1997.     | Mammoth Mountain       | Super G    |
| 13. ožujka 1997.    | Vail                   | Super G    |
| 29. studenog 1997.  | Mammoth Mountain       | Super G    |
| 4. prosinca 1997.   | Lake Louise            | Spust      |
| 5. prosinca 1997.   | Lake Louise            | Spust      |
| 6. prosinca 1997.   | Lake Louise            | Super G    |
| 17. prosinca 1997.  | Val d'Isère            | Spust      |
| 18. prosinca 1997.  | Val d'Isère            | Super G    |
| 24. siječnja 1998.  | Cortina d'Ampezzo      | Super G    |
| 31. siječnja 1998.  | Åre                    | Spust      |

## Vanjske poveznice
- Statistika FIS-a  Arhivirana inačica izvorne stranice od 30. rujna 2007. (Wayback Machine)
- Profil na stranici Olimpijskog odbora